# Żydowo (powiat poznański)
Żydowo – wieś w Polsce położona w województwie wielkopolskim, w powiecie poznańskim, w gminie Rokietnica.
W latach 1975–1998 miejscowość należała administracyjnie do województwa poznańskiego.

## Historia
Żydowo pojawia się w dokumentach już w 1257 r., w nadaniach Bolesława Pobożnego, syna Władysława Odonica. Rodowa siedziba Żydowskich herbu Nałęcz, w XVI wieku należąca do Przecławskich, później do Rozdrażewskich, Zdziechowskich, w XVII wieku do Korytowskich. Od przełomu XVIII/XIX wieków do roku 1932 właścicielami byli Szołdrscy, od których majątek ziemski odkupił Alfred Falter, przemysłowiec i finansista, wiceminister skarbu w rządzie Władysława Sikorskiego.

## Zabytki i osobliwości
- klasycystyczny dwór z 1912[3] wzniesiony przez Stanisława Mieczkowskiego dla Jana Szołdrskiego z wykorzystaniem murów wcześniejszego dworu Smoleńskich,
- neoromański kościół pw. św. Mikołaja z lat 1902–1905, konsekrowany w 1906,
- na cmentarzu (na południe od wsi) znajdują się m.in. nagrobki:
  - Franciszka Przybyła (ur. 19.8.1921) i Bronisława Hermana (ur. 29.1.1914), poległych w walce z niedobitkami nazistowskimi 23 lutego 1945 pod Zielątkowem[4] lub Lulinem[5],
  - Franciszki Kubel (1882-1925), opiekunki dzieci i chorych z Żydowa i Rostworowa,
  - ks. mgra Czesława Kałużyńskiego (18.3.1911-16.11.1972), proboszcza żydowskiego w latach 1951-1972[6].